# 1-й Північний провулок (Мелітополь)
1-й Північний провулок — провулок в Мелітополі. Йде паралельно вулиці Ломоносова, сполучаючись з нею проїздами на початку і в кінці.

## Назва
Назва провулка пов'язана з тим, що він знаходиться на північній околиці Мелітополя.
Поруч з провулком проходить Північна вулиця. В іншій частині міста також є безномерний Північний провулок.

## Історія
Рішення про найменування проєктного провулка було принто 21 квітня 1994 року.